# Neritos cyclopera
Neritos cyclopera là một loài bướm đêm thuộc phân họ Arctiinae, họ Erebidae.